# BMW M4

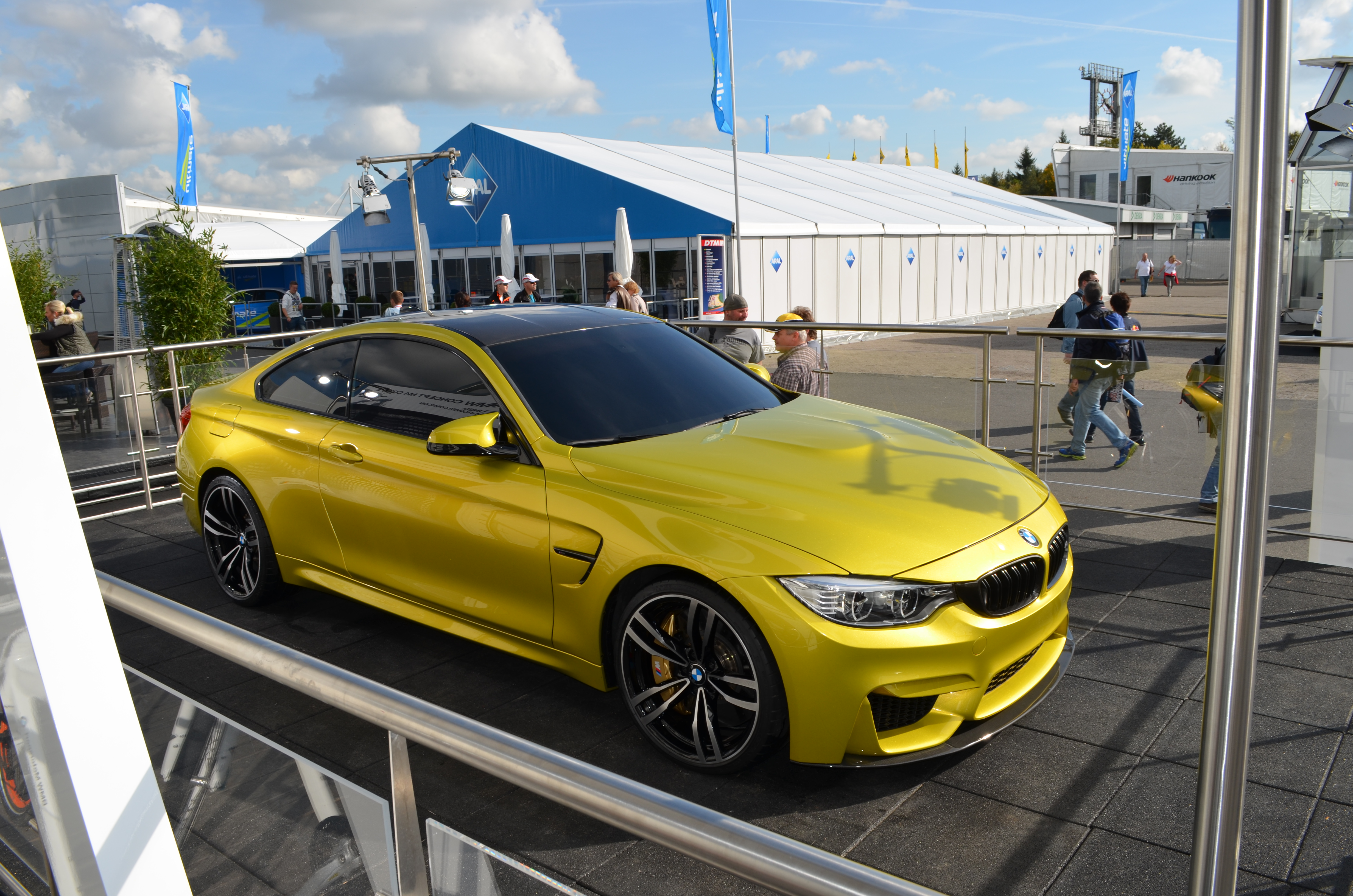
Um BMW M4 em 2013

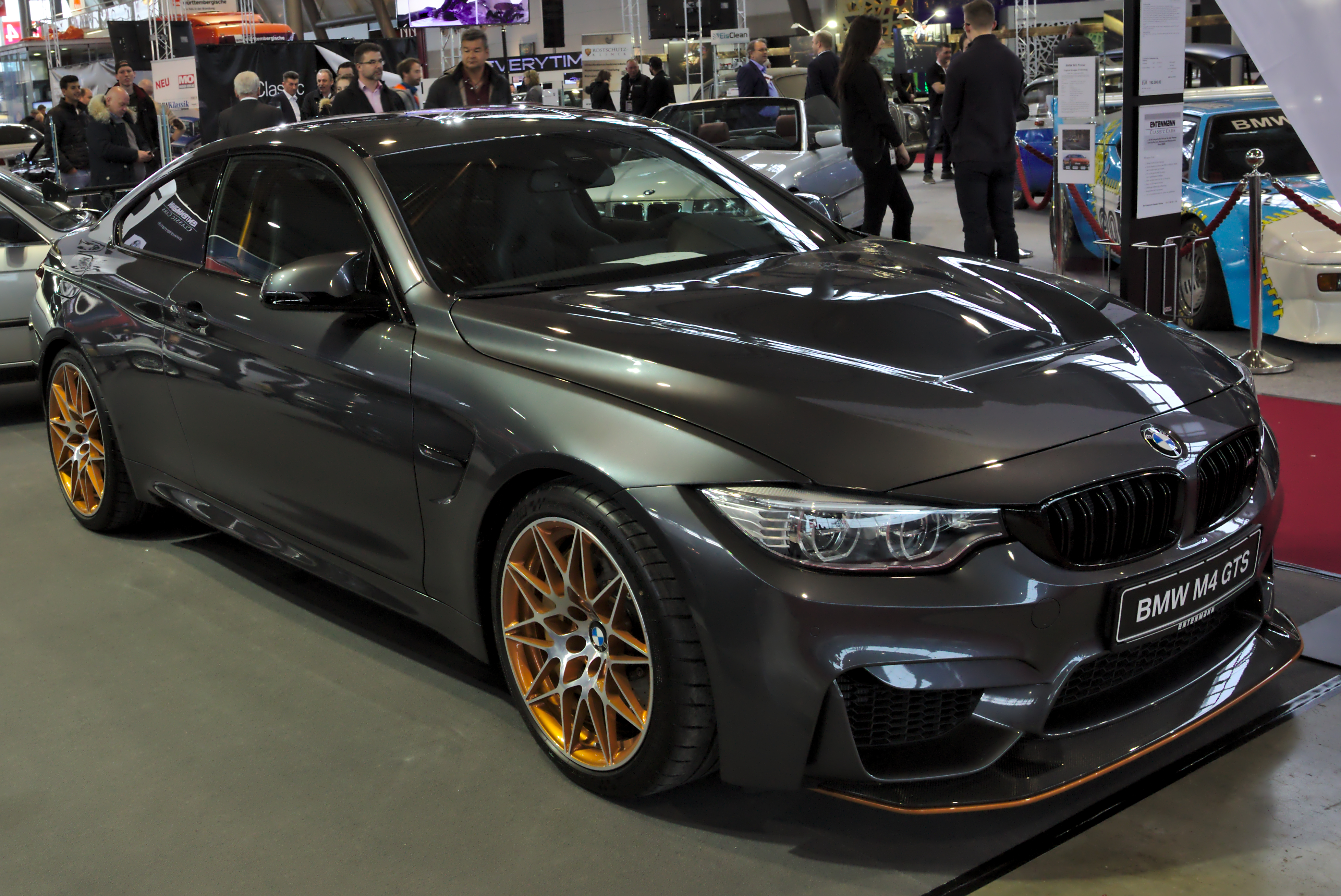
Um BMW M4 GTS

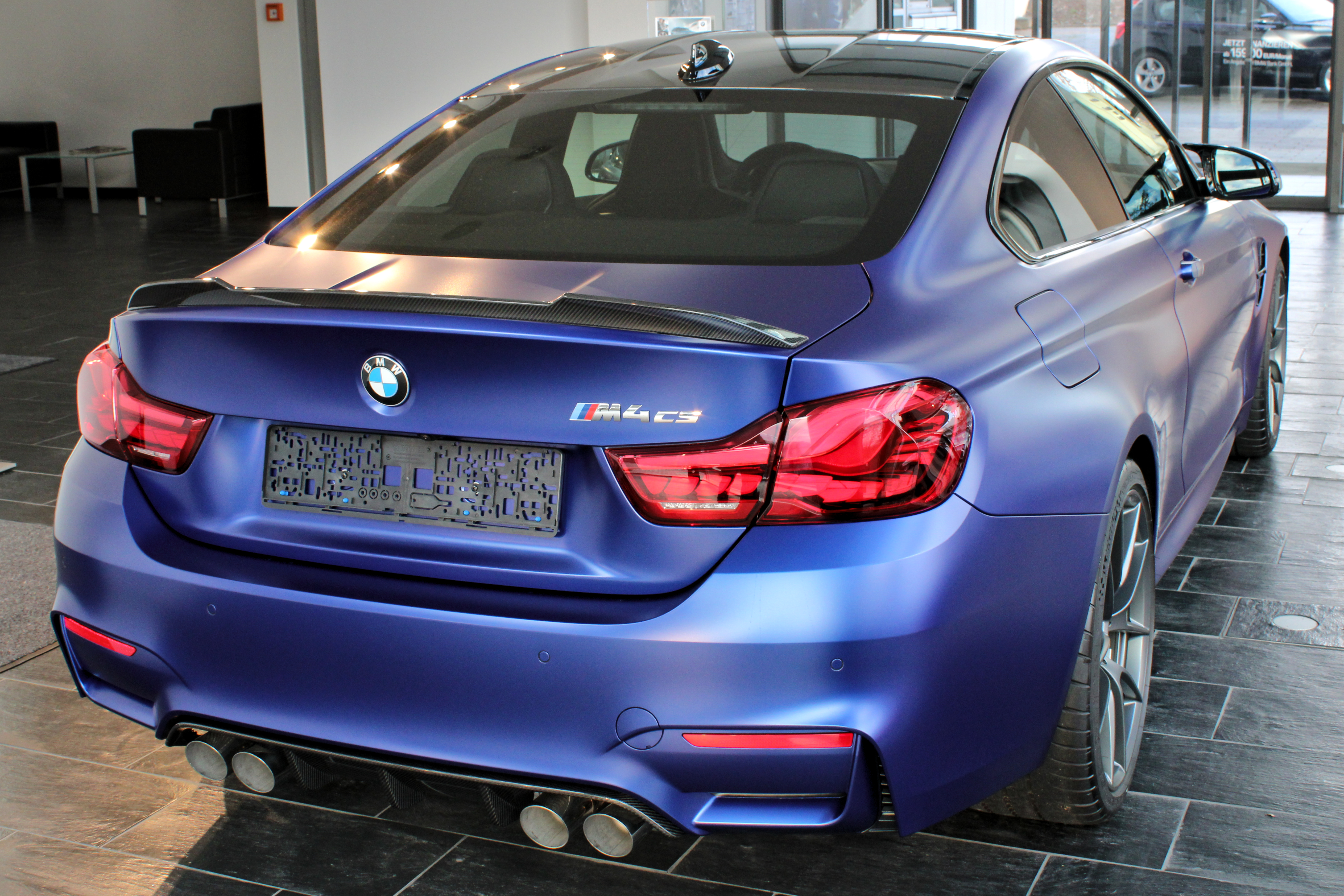
Um BMW M4 CS

O BMW M4 é uma versão de alta performance do modelo BMW Série 4 construído pela divisão esportiva da BMW, a BMW M GmbH.
Esta foi a redesignação que a BMW usou para os modelos coupé e conversível da Série 3. Tendo suas versões mais apimentadas sendo as GTS E CS.

## Projeto e desenvolvimento
A BMW apresentou o projeto oficialmente em 16 de agosto de 2013.
No entanto, o carro conceito não revelava seu interior e nem seus detalhes técnicos. Em 25 de setembro de 2013, a BMW divulgou as especificações técnicas do M4, que seria equipado com o motor S55B30 preparado pela BMW M, com cerca de 430 hp.